# سيمون باكمان
سيمون باكمان (بالفنلندية: Simon Backman)‏ هو لاعب هوكي جليد فنلندي، ولد في 12 يونيو 1984 في جاكوبستاد في فنلندا.

## وصلات خارجية
- سيمون باكمان على موقع EliteProspects.com (الإنجليزية)
- سيمون باكمان على موقع Eurohockey.com (الإنجليزية)
- سيمون باكمان على موقع HockeyDB.com (الإنجليزية)